# Arnolf z Mirzyńca
Arnolf z Mirzyńca (zm. przed 6 stycznia 1491 w Krakowie) – polski kanonik, doktor prawa kanonicznego i teologii, rektor Akademii Krakowskiej, posiadał uprawnienia notarialne.
Syn Piotra, bratanek Mikołaja z Mirzyńca. W 1448 rozpoczął studia w Akademii Krakowskiej, gdzie w 1451 uzyskał bakalaureat artium. Od 1449 studiował również nauki prawne, zaś od 1458 występował jako doktor i wykładowca prawa kanonicznego. Następnie rozpoczął studia teologiczne, zaś doktorem w tej dziedzinie został prawdopodobnie w 1471. Czterokrotnie został wybrany rektorem Akademii Krakowskiej (1462, 1462/63, 1470/71, 1480/81). Piastował także różne godności kościelne: w 1460 został kanonikiem płockim, w 1468 kanonikiem gnieźnieńskim, w 1470 proboszczem kościoła Wszystkich Świętych w Krakowie, w 1474 kanonikiem katedralnym krakowskim. W 1471 był posłem Kazimierza Jagiellończyka do kurii rzymskiej.
Posiadał bogatą bibliotekę, przekazaną bibliotece kapituły krakowskiej. Był kopistą i prawdopodobnie autorem Modlitwy do św. Jarnołta, zachowanej w rękopisie w Bibliotece Jagiellońskiej.
Zmarł w Krakowie przed 6 stycznia 1491.